# Hymenophyllum wilsonii
Espèce
Hymenophyllum wilsonii ou Hyménophylle de Wilson, dénommée aussi Hymenophyllum unilaterale, est une espèce de fougères de la famille des Hyménophyllacées, proche de Hymenophyllum tunbrigense, qui pousse sur des rochers siliceux fréquemment recouverts de mousses en milieu très humide.

## Description
Cette plante a été décrite pour la première fois par Antoine Laurent Apollinaire Fée en 1869. Elle a été identifiée dans le nord-ouest atlantique de l'Europe (l'Ouest français (Finistère, Manche, les îles Britanniques, la Norvège), des îles de l'Atlantique (Açores, Madère, Canaries, Cap Vert) ainsi qu'à La Réunion et au Chili. Elle pousse sur des rochers très humides, par exemple sur des rochers du chaos du Huelgoat (Finistère) ou des sommets des monts d'Arrée ou sur des rochers exposés aux vents atlantiques du comté de Kerry en Irlande. 